# Pterisemoppa australiensis
Pterisemoppa australiensis är en stekelart som först beskrevs av Girault och Alan Parkhurst Dodd 1915.  Pterisemoppa australiensis ingår i släktet Pterisemoppa och familjen puppglanssteklar. Inga underarter finns listade i Catalogue of Life.